# Petalium longulum
Petalium longulum är en skalbaggsart som beskrevs av Ford 1973. Petalium longulum ingår i släktet Petalium och familjen trägnagare. Inga underarter finns listade i Catalogue of Life.